# Stanisław Antoni Żurowski
Stanisław Antoni Żurowski herbu Leliwa – cześnik przemyski w latach 1661–1690, podwojewodzi przemyski w latach 1660–1663, rotmistrz wojska powiatowego ziemi przemyskiej w 1667 i 1672 roku.
Był elektorem Michała Korybuta Wiśniowieckiego z ziemi przemyskiej w 1669 roku.